# 洛克波特鎮區 (堪薩斯州哈斯克爾縣)
洛克波特鎮區（英語：Lockport Township）為美國堪薩斯州哈斯克爾縣的鎮區。2020年美国人口普查中該鎮區人口有465人。

## 地理
洛克波特鎮區涵蓋面積498.56平方（192.50平方英里），其中498.10平方（192.32平方英里）為陸域；0.46平方（0.18平方英里）或0.09%為水域，境內無聚居地。

## 人口統計
根據2020年美國人口普查，洛克波特鎮區人口有465人，人口密度為每平方公里0.93人。種族方面，白人有428人；美洲原住民有4人；無非裔、亞裔與太平洋島裔美國人；其他種族有22人；混血種族有11人。西班牙裔或拉丁裔美國人則有44人。

## 外部連結
- US-Counties.com
- City-Data.com （页面存档备份，存于）